# Mario del Río
 (janvier 2018).
Mario del Río Hernández, né le 7 décembre 1968 à Mexico, est un acteur mexicain. Il commence sa carrière en 1983, en participant au programme Cachún cachún ra ra!, où il a pour rôle « El Gori ».

## Filmographie

### Telenovelas
- 1986 : Pobre Juventud
- 1988 : Dulce desafío : Damián
- 1991 : La pícara soñadora
- 1991 : Al filo de la muerte
- 1994 : Más allá del puente : Lorocano
- 1996 : La sombra del otro : Andrés
- 2002 : La otra
- 2003 : Clase 406 : Bruno
- 2003 : Amor real : Lorenzo Rojas
- 2004 : Amarte es mi pecado
- 2004-2005 : Mujer de madera : Sanchez
- 2005-2006 : Barrera de amor : Guillermo
- 2010 : Soy tu dueña : Filadelfo Porras
- 2011-2012 : La que no podía amar : Juan
- 2013-2014 : Quiero amarte : El Bucles

### Séries télévisées
- 1981 : Cachún cachún ra ra : Le Gori
- 1994 : Al derecho y al derbez
- 2009 : Hermanos y detectives : Fortunato
- depuis 2014 : Como dice el dicho

### Films
- 1984 : ¡¡Cachún cachún ra-ra!! : El Gori
- 1989 : El fiscal de hierro
- 1989 : El diario íntimo de una cabaretera
- 1990 : Calles sangrientas
- 1991 : Trágico carnaval
- 1991 : Muerte en la playa
- 1991 : Reportera en peligro
- 1992 : El fiscal de hierro 3
- 1993 : La muerte acecha
- 1993 : El salario de la muerte : Det. Reynoso
- 1993 : Bestias humanas : Agente Rubio
- 1994 : La güera Chabela
- 1997 : Raíces de odio